# Cédric Fabien
Cédric Fabien (Caienna, 31 gennaio 1982) è un ex calciatore francese di origini guianesi, di ruolo difensore.

## Caratteristiche tecniche
Terzino sinistro, può giocare anche come centrocampista difensivo.

## Carriera

### Club
Comincia a giocare nella seconda squadra del Le Mans. Nel 2002 viene promosso in prima squadra. Nel 2003 passa al Tours. Nel 2005 viene acquistato dal Brest. Nel 2006 viene prestato all'Entente SSG. Nel 2007 torna al Brest. Nel 2010 si trasferisce al Boulogne. Il 15 luglio 2013 rimane svincolato. Nel luglio 2014 viene ingaggiato dal Boulogne, squadra in cui aveva militato fino al 2013. Nel 2016 si trasferisce al Tarbes Pyrénées.

### Nazionale
Ha debuttato in Nazionale l'8 ottobre 2016, in Guyana francese-Saint Kitts e Nevis (1-0). Nel 2017 viene inserito nella lista dei convocati per la Gold Cup 2017.